# Hoofden

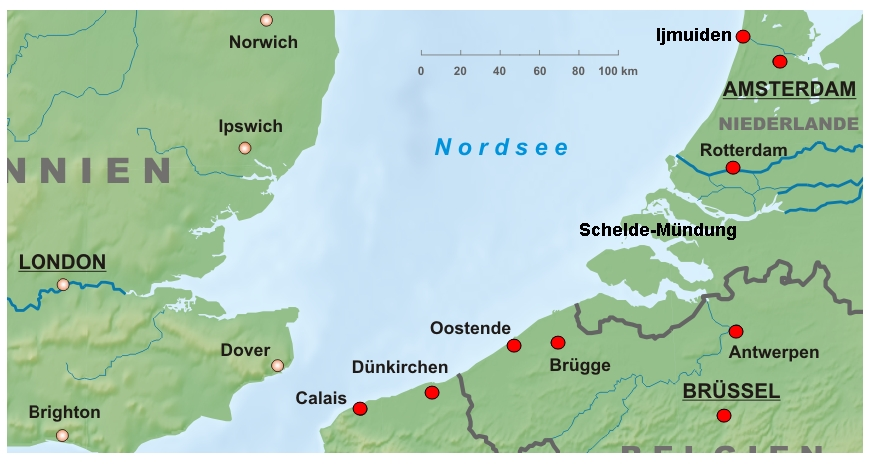
Die Hoofden zwischen Dover, Calais und Dünkirchen

Die Hoofden sind ein Teilbereich der Nordsee.
De Hoofden (Plural des niederländischen Hoofd = Kopf, Haupt) war ursprünglich eine niederländische Bezeichnung für die Kreidefelsen von Dover. Daraus entwickelte sich die Bezeichnung für den südlichsten Teil der Nordsee, das Seegebiet unmittelbar nördlich der Straße von Dover zwischen Dover im Westen und Calais und Dünkirchen im Osten.
Die Seeschlacht bei Kentish Knock von 1652 wird im Niederländischen Schlacht bei De Hoofden genannt.
Koordinaten: 51° 54′ 0″ N, 2° 42′ 0″ O